# Jardin d'essai du Hamma
Le jardin d'essai du Hamma est un jardin botanique situé sur le territoire de la commune de Belouizdad, dans la wilaya d'Alger, en Algérie. Le jardin s'étend en amphithéâtre, au pied du musée national des Beaux-Arts, de la rue Mohamed-Belouizdad à la rue Hassiba-Ben-Bouali, sur une superficie de 32 hectares.
Créé en 1832, il est considéré comme l'un des jardins d'essai et d'acclimatation les plus importants au monde. L'aile ouest du jardin est occupée par le jardin français, bordé de washingtonias. Il est séparé de l'ancien jardin situé plus à l'est par l'allée des platanes, perpendiculaire à la route comme l'allée des dragonniers et l'allée des ficus, coupées elles-mêmes de nombreuses allées parallèles à la route dont les deux principales sont l'allée des bambous et l'allée des palmiers. Une allée circulaire au sud-est, l'allée des cocos, contourne le jardin anglais doté d'un petit lac avec plantes aquatiques. Plusieurs sculptures en pierre d'Émile Gaudissard ornent les allées.
À l'extrémité nord de l'allée des dragonniers se situe le jardin zoologique qui rassemble des spécimens de la faune d'Afrique du Nord et quelques animaux sauvages.
Le jardin d'essai est desservi par la station Jardin d'essai du métro d'Alger.

## Historique

### La pépinière centrale du Gouvernement

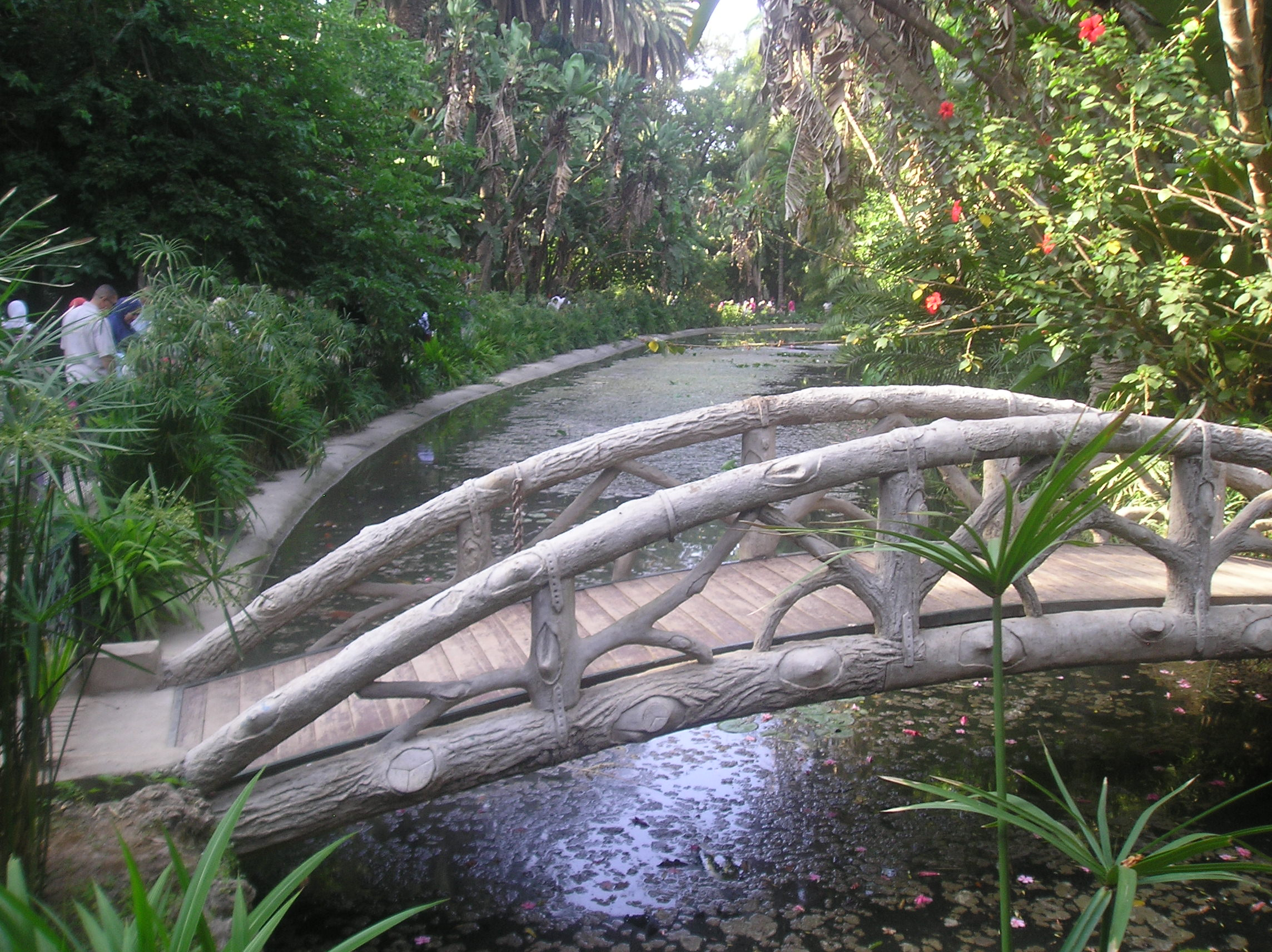
Le célèbre pont en bois du jardin.

En 1832, sur proposition de l'intendant civil Pierre Genty de Bussy, le général Antoine Avisard, gouverneur par intérim, décide d'assécher les marais situés au pied de la colline des Arcades et de créer le jardin du Hamma sur une superficie de 5 ha pour en faire à la fois une ferme modèle et un jardin d'essai, afin de « propager par un Établissement, que le Gouvernement seul peut soutenir, la culture des végétaux les plus utiles et auxquels conviennent le sol et le climat de l'Afrique ». Cinq années plus tard, en 1837, avec l'acquisition de 18 ha sous la fontaine des Platanes, le jardin se déplace plus à l'ouest et devient pépinière centrale du Gouvernement, la parcelle initiale de 5 ha conservant le nom de Petit Jardin d'essai jusqu'à son échange en 1848 contre une parcelle enclavée dans la pépinière. L'activité principale est la fourniture d'arbres aux organismes publics et aux colons (25 000 plants en 1834 ; 87 000 plants en 1837) ; s'y ajoute dès 1833 un élevage de cochenilles à carmin.

### 1842-1867: Auguste Hardy et le jardin d'acclimatation

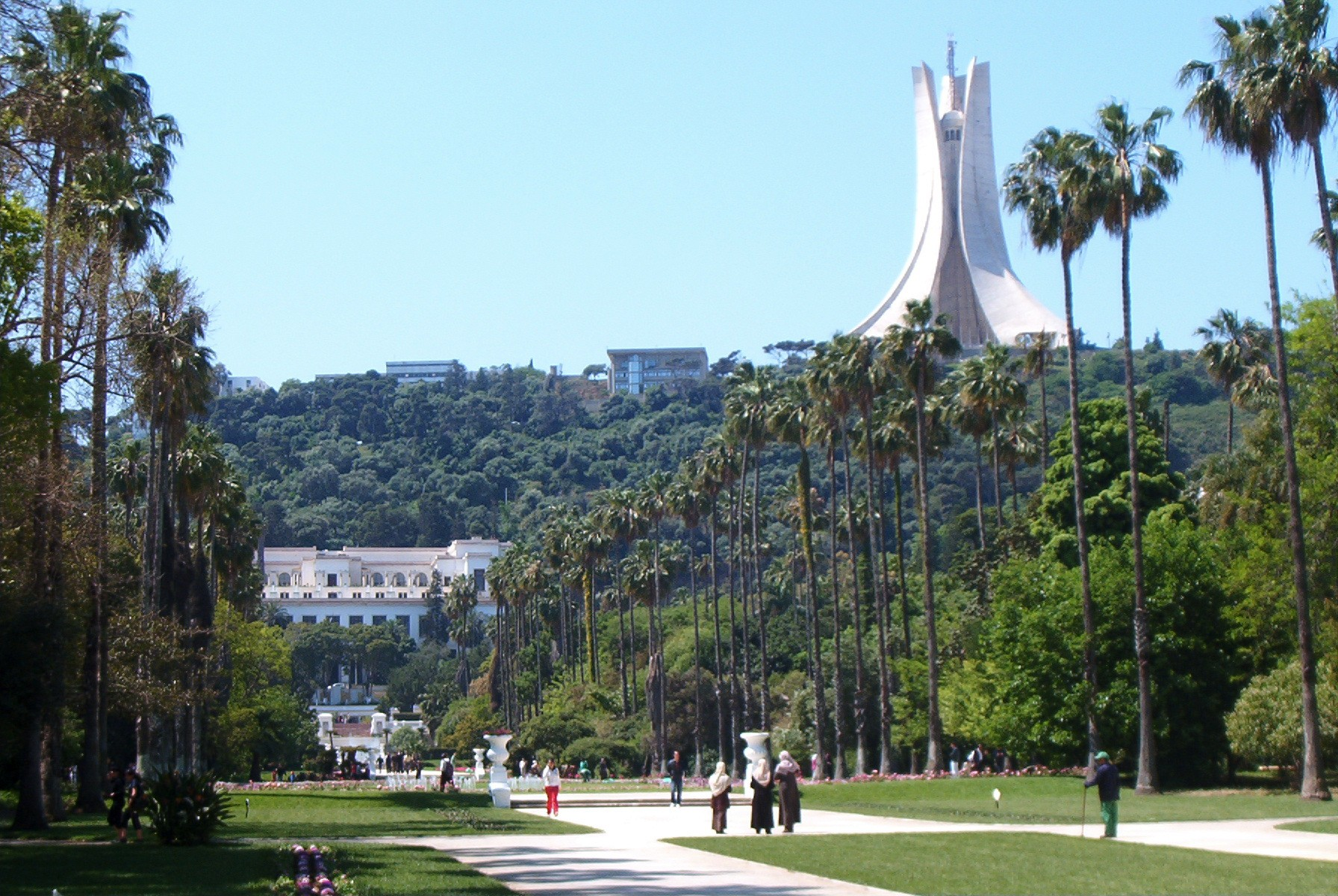
Vue du mémorial du Martyr depuis le jardin d'essai.

Auguste Hardy est nommé directeur en 1842. Commence alors une importante série de tests d'acclimatation de végétaux du monde entier. De nombreuses espèces végétales sont introduites et de grands aménagements sont effectués : les araucarias plantés en 1844, l'allée des platanes (face à l'entrée principale), l'allée des palmiers en 1845, l'allée des bambous géants, l'allée des dragonniers en 1847 et celle des grands ficus en 1863. À cette période, le jardin d'essai manifeste son activité dans tous les domaines de l'agriculture et de l'horticulture et devient un jardin botanique de renommée mondiale. Introduction et culture ne se limitent plus aux espèces arborescentes, mais concernent toutes les plantes utiles annuelles ou vivaces (légumes, plantes vivrières, industrielles et d'ornement). Les céréales sont particulièrement bien représentées et les plantes industrielles — tinctoriales, textiles, oléagineuses, alcooligènes, à parfum, à cire ou à gomme — font l'objet de nombreux essais. On pratique aussi des sélections de vers à soie et des essais de domestication d'autres espèces de Bombyx et des élevages de divers animaux exotiques (émeu, lama, alpaga, zébu) ou nord-africains (autruche, porc-épic), et de chèvres et moutons angoras destinés à l'amélioration du cheptel algérien. À côté des productions végétales et animales, l'industrie de transformation et études technologiques (soie, coton, sucre de canne, alcool de tubercules, huile d'olive…) occupe un important personnel.
Des acquisitions de terrains successives réalisées entre 1848 et 1867 finissent par donner au jardin sa configuration actuelle. En 1860, le lac est creusé et le boulevard extérieur réalisé, l'année suivante le jardin est rebaptisé jardin d'acclimatation. En 1867, Hardy dénombre 8 214 espèces et variétés en culture.

### 1867-1913: Auguste Rivière et la Société générale algérienne
Durant son voyage en Algérie en 1865, Napoléon III visite le jardin d'essai et, fin 1867, en concède la gestion à la toute jeune Société générale algérienne, dirigée par Paulin Talabot et Louis Frémy. Auguste Hardy cède la place et Auguste Rivière devient directeur du jardin qui s'étend alors sur un quadrilatère d'une superficie d'environ 70 ha : les trois allées longitudinales, longues de 410 m sont plantées de palmiers, dattiers, platanes, dragonniers et ficus ; les allées transversales, longues d'environ 345 m sont composées de bambous, Chamaerops et lataniers,. La Société générale vend à très bon marché des plantes utiles et d'ornement d'origine européenne destinées à être répandues dans la colonie et dont elle distribue un premier catalogue dès 1869.
En 1900, un jardin zoologique est créé par le Dr Joseph d'Ange.

### 1913-1942: centre d'expérimentation et d'enseignement
En 1914, des travaux d'embellissement, selon un projet présenté par les architectes Régnier et Guion, sont entrepris. On leur doit la perspective du jardin français qui s'étend du musée national des Beaux-Arts à la rue Hassiba Ben Bouali en cinq plans successifs, sur une longueur de 500 mètres et 7 hectares de superficie.
En 1918, l'École d'horticulture et l'École ménagère agricole s'implantent dans l'enceinte du jardin.
En 1930, le jardin zoologique qui héberge des oiseaux aquatiques, des singes, des lions, des panthères, mais aussi un élevage d'animaux de basse cour sélectionnés est réaménagé. Deux ans plus tard, une partie du film Tarzan, l'homme singe avec Johnny Weissmuller est tournée dans ce parc mythique considéré à l'époque comme le meilleur parc zoologique d'Afrique du Nord.

### 1942-1946: occupation par les troupes alliées
Le 8 novembre 1942, les troupes alliées occupent les lieux pour y installer les dépôts de matériel roulant, les ateliers ainsi que les réfectoires. Il subit, dans la nuit du 26 au 27 août 1943 les bombardements aériens allemands.
Au lendemain de la guerre, en 1946, la remise en état des lieux sera pénible au vu des grandes pertes et endommagements qu’a subi le jardin : les mauvaises herbes avaient envahi les pépinières abandonnées, les véhicules militaires avaient défoncé les belles allées et plusieurs espèces précieuses étaient perdues, les serres et les canalisations endommagées. Le jardin ne sera ouvert au public qu'en 1947, après sa restauration.

### 1946-1962: Paul Carra et l'INRA
Le jardin restera sous la direction de Paul Carra qui en prendra soin jusqu’au seuil de l’indépendance. Près de deux décennies durant lesquelles il dirigera la spécialité du jardin dans la floriculture où de nouvelles espèces seront non seulement acclimatées, mais de nouvelles variétés verront le jour.
Le jardin d’essai fut un des établissements spécialisé du réseau international dans les échanges des plantes et semences.

### De l'indépendance à 2016
Après l'indépendance, le Centre algérien de la recherche agronomique, sociologique et économique prend en charge le jardin. En 1966, l'Institut national de la recherche agronomique (INRA) prend le relais, faisant de cet espace une station de recherches, dont les objectifs cadraient très peu avec la vocation originelle du jardin. Pour cause, les structures et les collections végétales dépérissaient et le résultat se fit sentir à travers de lourdes pertes dont le nombre de taxons qui avait baissé de 6 000 à 3 000 espèces.
Le jardin d’essai est classé comme monument naturel par la législation algérienne, selon l’ordonnance no 67-281 du 20 décembre 1967, relative aux fouilles et à la protection des sites et monuments historiques.
De 2001 à 2009, le jardin est fermé en raison de travaux. Rouvert en mai 2009, il abrite dorénavant les locaux de l'Institut national de la recherche agronomique d'Algérie.
En mai 2009, quelques jours après la réouverture du jardin d’essai, Farid le dernier lion ayant du sang de lion de l’Atlas meurt à l’âge de 21 ans.
Le 26 juillet 2010, Hector, le condor des Andes du jardin d'essai, est mort. Il avait au moins 70 ans, amené des Andes par Joseph d'Ange, le créateur du parc animalier. Il était déjà au zoo en 1942. Le 18 septembre 2010, la plantation symbolique d'un araucaria du Chili est faite en sa mémoire au jardin du Hamma par l'ambassadeur du Chili.
Avec le concours de l'ambassade d'Autriche, à l'automne 2011, 21 arbustes et arbres autrichiens ont été plantés au « Carré autrichien » du jardin algérois.
En 2012, dans le cadre d'un partenariat entre la wilaya d'Alger et la ville de Paris, un guide illustré de la flore algérienne est édité à mille exemplaires,.
Aménagement d'un nouvel espace consacré aux zones humides comprenant trente nouvelles espèces végétales et plusieurs espèces animales locales en marge de la Journée mondiale des zones humides le 2 février 2013

### Depuis 2017
En 2017, la direction du jardin d’essai du Hamma annonce avoir eu 1,9 million de visiteurs qui ont engendré une recette grâce aux prix des entrées payantes, de près de 168 millions de dinars. De plus, son directeur général, Abdekrim Boulahia, annonce une nouvelle stratégie pour le parc afin de diversifier les sources de revenus : arrivées de nouveaux animaux à la suite de coopérations avec d’autres zoos donc ceux des wilayas de Mostaganem, de Béjaïa, de Ghardaïa et d'El Tarf, collaboration avec d’autres jardins botaniques et parcs zoologiques universels notamment d’Espagne, de Grande-Bretagne et d’Italie, réaménagement du parc zoologique….
En visite au jardin en octobre 2018, Maïté Delmas, directrice adjointe à la DREI du muséum d'histoire naturelle de Paris et vice-présidente de jardins botaniques de France et des pays francophones, annonce que le jardin « est conforme aux normes pour être classé jardin universel ».

## Description
Le jardin d'essai n'est pas seulement un centre de production botanique ou horticole mais aussi un centre d'enseignement et un lieu de promenade fort apprécié des Algérois. On y dénombre plus de 1 200 espèces végétales.
Le parc se présente comme une trouée de verdure sur le littoral algérois dans l'axe de Mémorial du Martyr et du musée national des Beaux-Arts. Il est bordé au nord par la rue Hassiba-Ben-Bouali et la baie, au sud par la rue Mohamed-Belouizdad, à l'est par le stade du 20 août 1955 et à l'ouest par l'esplanade du Hamma avec l'hôtel Sofitel et la Bibliothèque nationale d'Algérie.
L'aile ouest du jardin est occupée par le jardin français, de 7 hectares et de 600 mètres de long avec sa grande allée centrale bordé de washingtonias. Il est séparé de l'ancien jardin situé plus à l'est par l'allée des platanes, perpendiculaire à la route comme l'allée des dragonniers et l'allée des ficus, coupées elles-mêmes de nombreuses allées parallèles à la route dont les deux principales sont l'allée des bambous et l'allée des palmiers. Une allée circulaire au sud-est, l'allée des cocos, contourne le jardin anglais qui est un labyrinthe d'allées de dragonniers, de ficus, de bambous géants, de cocotiers, doté d'un petit lac avec plantes aquatiques, est ombragé planté d'arbres à feuillage sombre et fourni. Il est constitué de sous-bois et de plantes aquatiques. On y retrouve en grande partie les ciccadacées, des arbres exotiques et des plantes tropicales. Un jardin japonais fut également aménagé mais n'existe plus. Plusieurs sculptures en pierre d'Émile Gaudissard ornent les allées.
Ce qui frappe le visiteur est ce contraste saisissant entre le jardin français soigneusement taillé et agencé en gradins, offrant un panorama unique sur la mer et le reste du jardin où, flore tropicale, troncs d'arbres aux formes tortueuses et lianes exubérantes plongent le visiteur dans un univers végétal exotique inconnu à ces latitudes.
À l'extrémité nord de l'allée des dragonniers se situe le jardin zoologique qui rassemble des spécimens de la faune d'Afrique du Nord et quelques animaux sauvages. Le zoo avec sa façade Art déco, abrite un grand bassin des palmipèdes accueillant une multitude coloriée d'espèces : oies, canards mandarins, canards blancs, flamants roses. Les volières abritent des grands aras bleus, des amazones et des cacatoès, sans oublier les perruches, les inséparables et les perroquets Kakarikis d'Océanie.

## Œuvres d'art dans le jardin
Le jardin du Hamma abrite aussi plusieurs sculptures parmi lesquelles :
- La danseuse d'Ouled Naïl, 1920, statue en pierre ;
- La Saharienne, 1920, statue en pierre ;
- La Baigneuse, du sculpteur Georges Béguet ;
- Le Joueur de pipeau, 1920, statue en pierre ;
- La Femme maure, 1920, statue en pierre ;
- Naïliyates, de l’architecte sculpteur français Émile Gaudissard ;
- Raïs Ali Bitchin et son épouse Lallahom Belkadi, 2022, statue en marbre réalisée par les élèves du lycée artistique Felice Palma en Italie sous la conduite de l’artiste Alessandro Mosti[23].

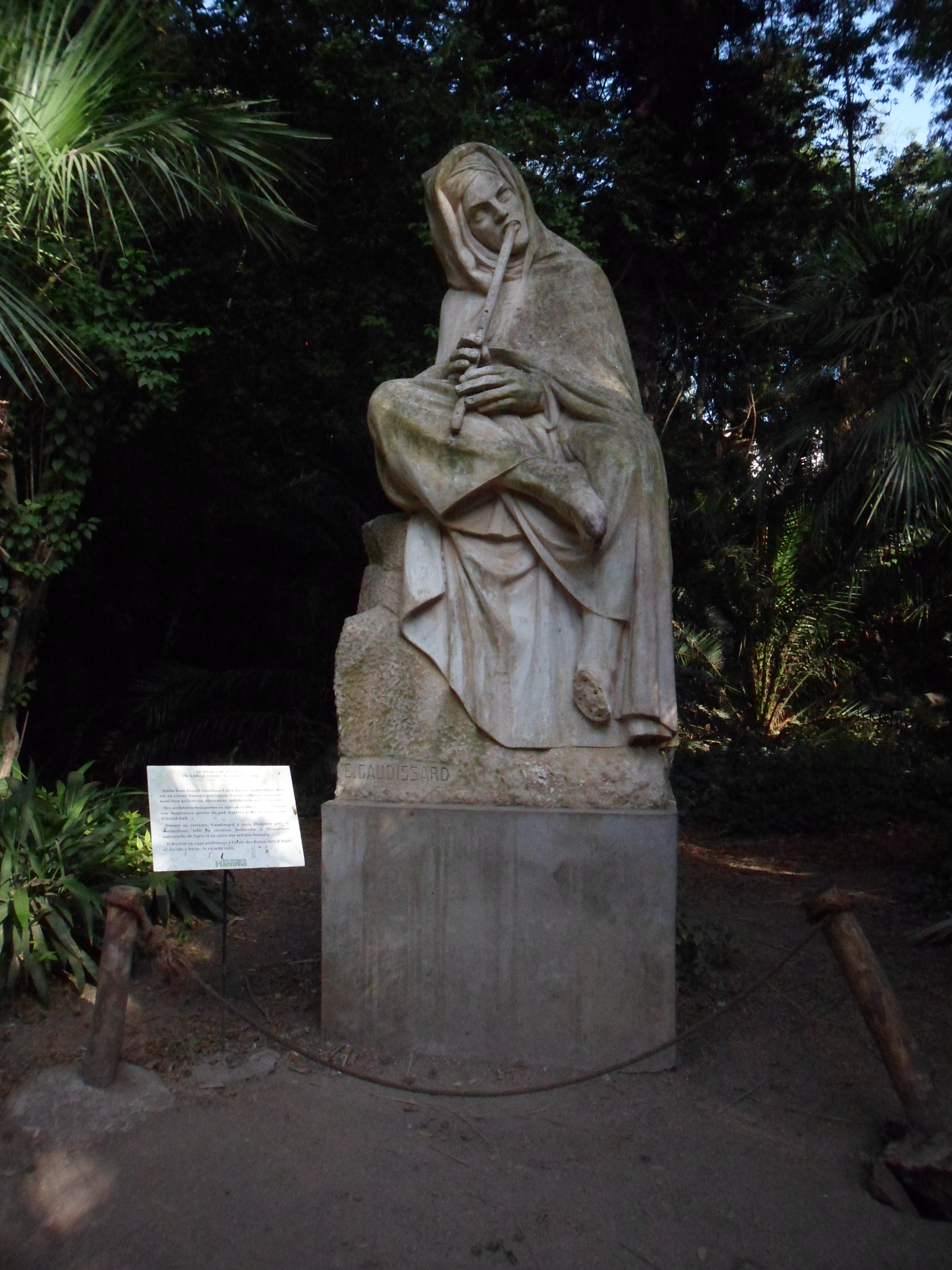
Le Joueur de pipeau, du sculpteur Émile Gaudissard.
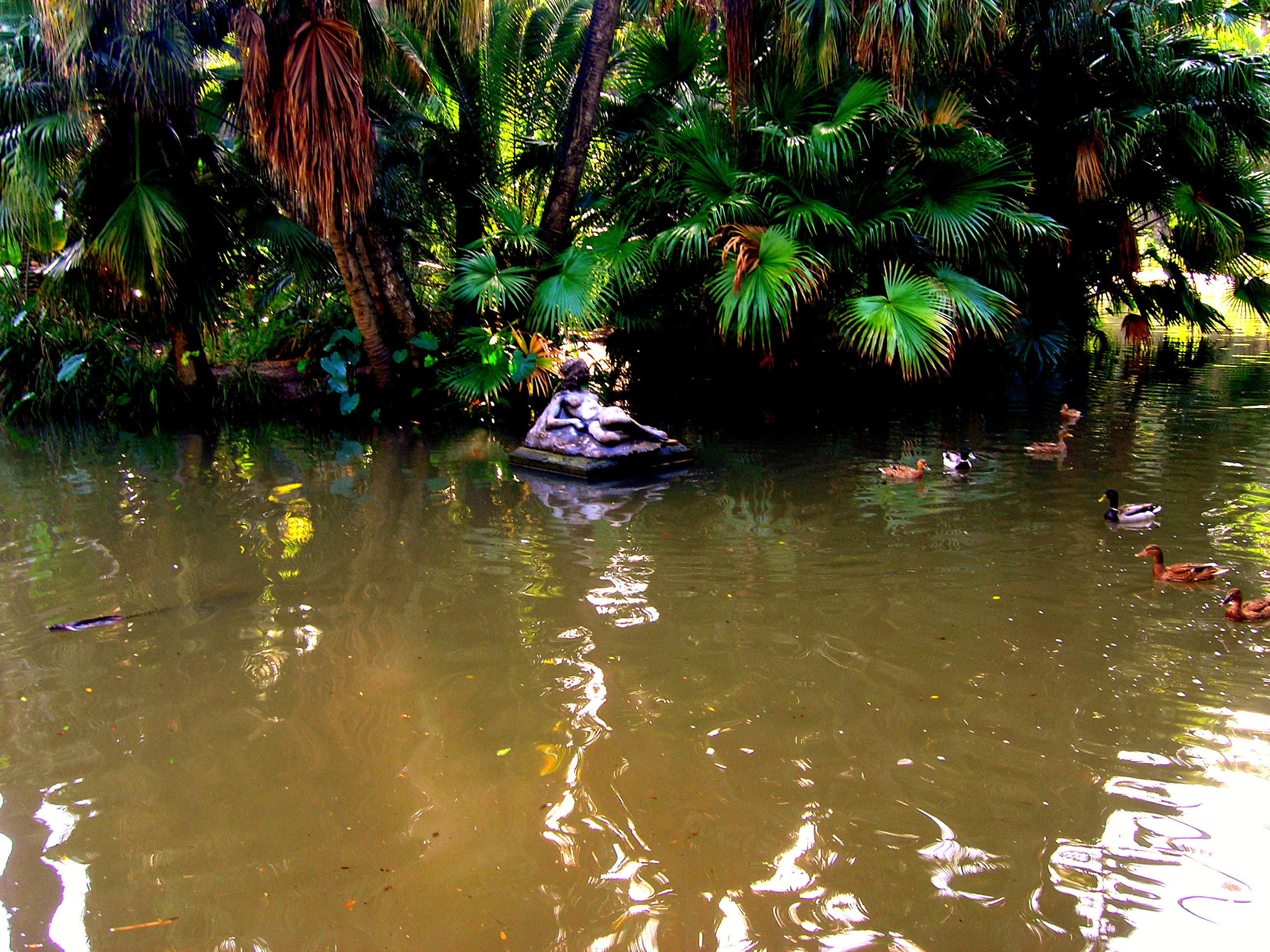
La Baigneuse, du sculpteur Georges Béguet.
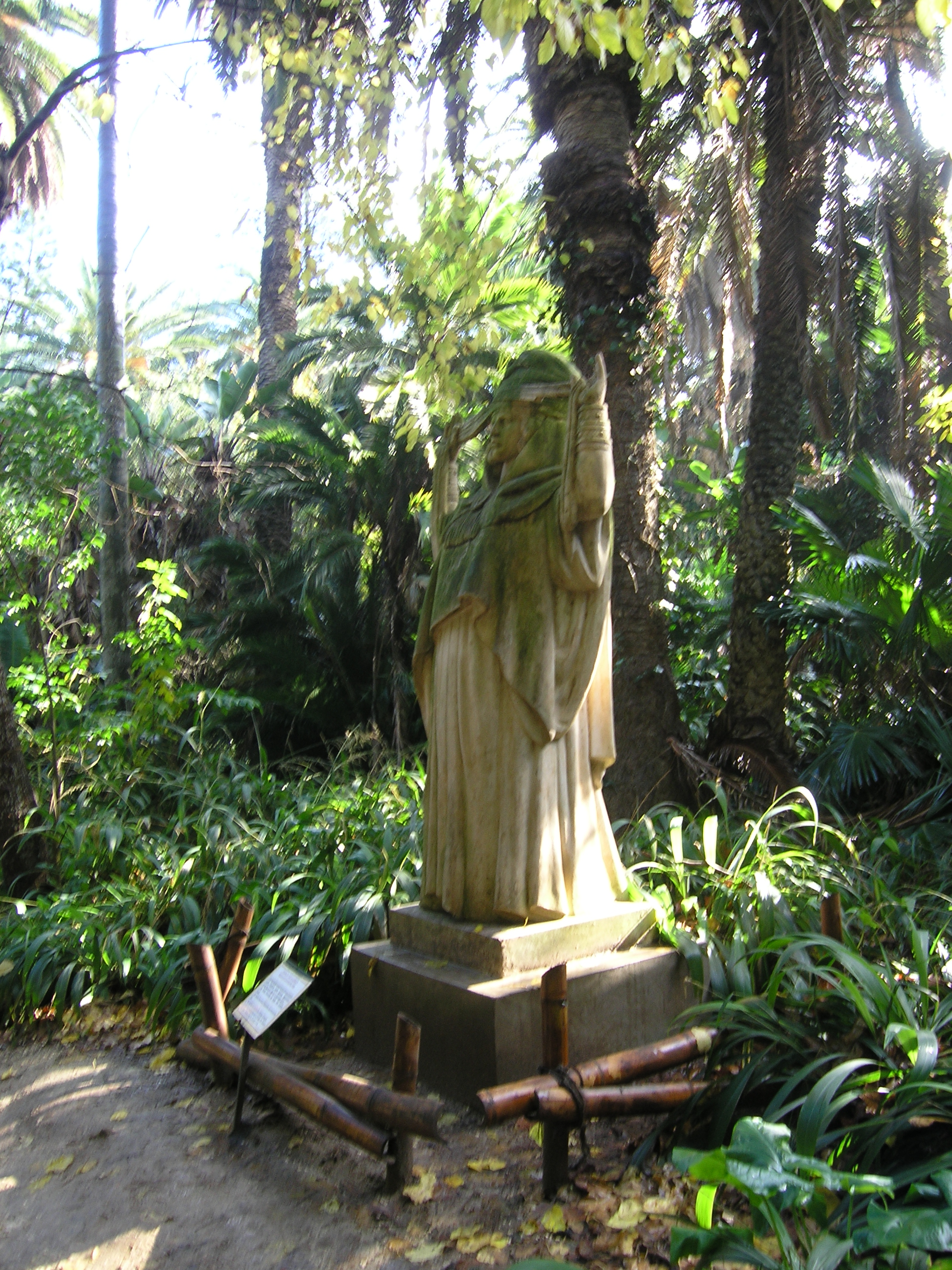
Le Marabout, du sculpteur Émile Gaudissard.
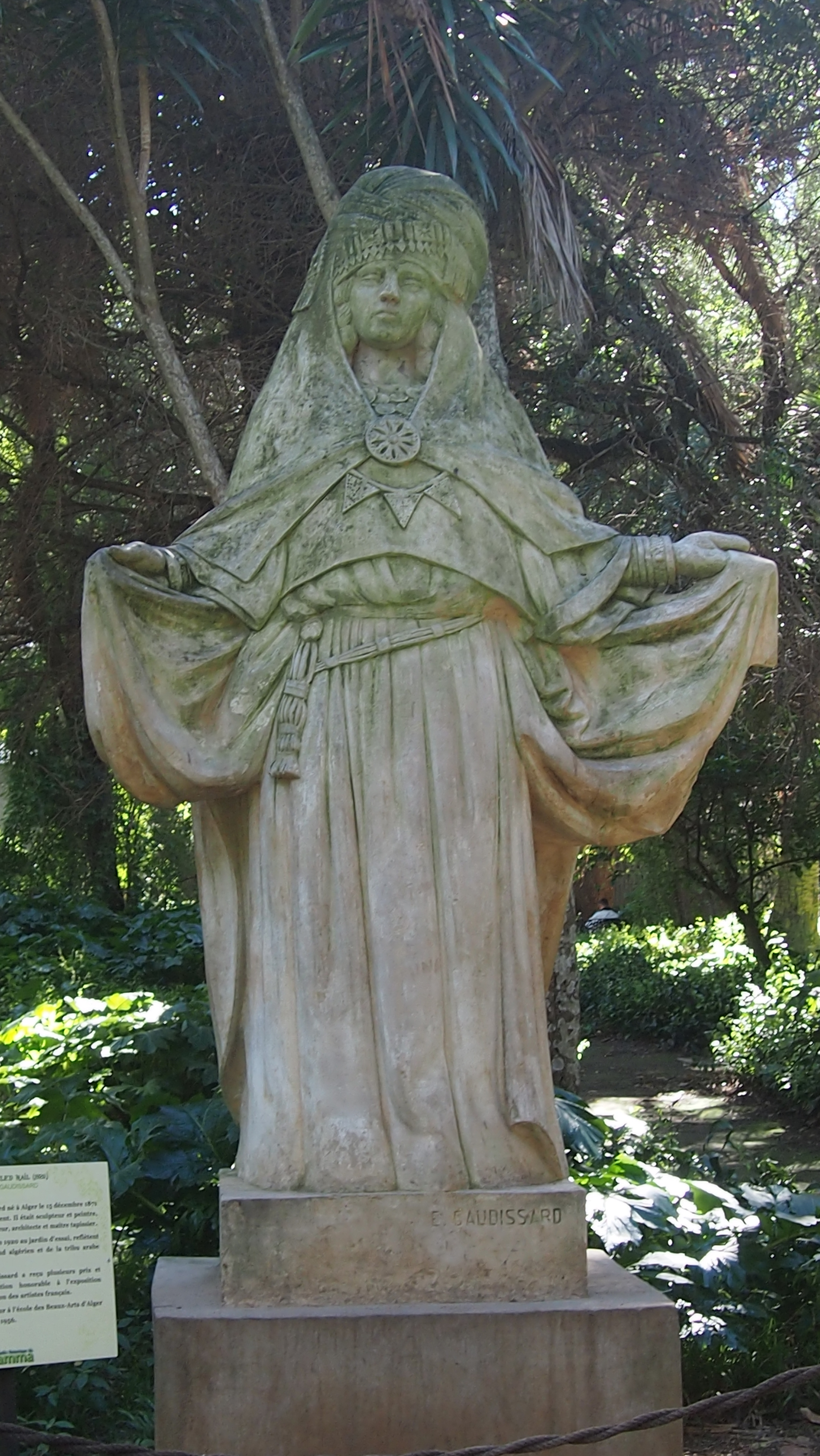
La Femme maure, du sculpteur Émile Gaudissard.

## Le jardin dans les arts et la littérature

### Peinture
- Auguste Renoir a peint une vue du jardin d'essai en 1882.
- Eugène Deshayes a peint le jardin d'essai en 1930.

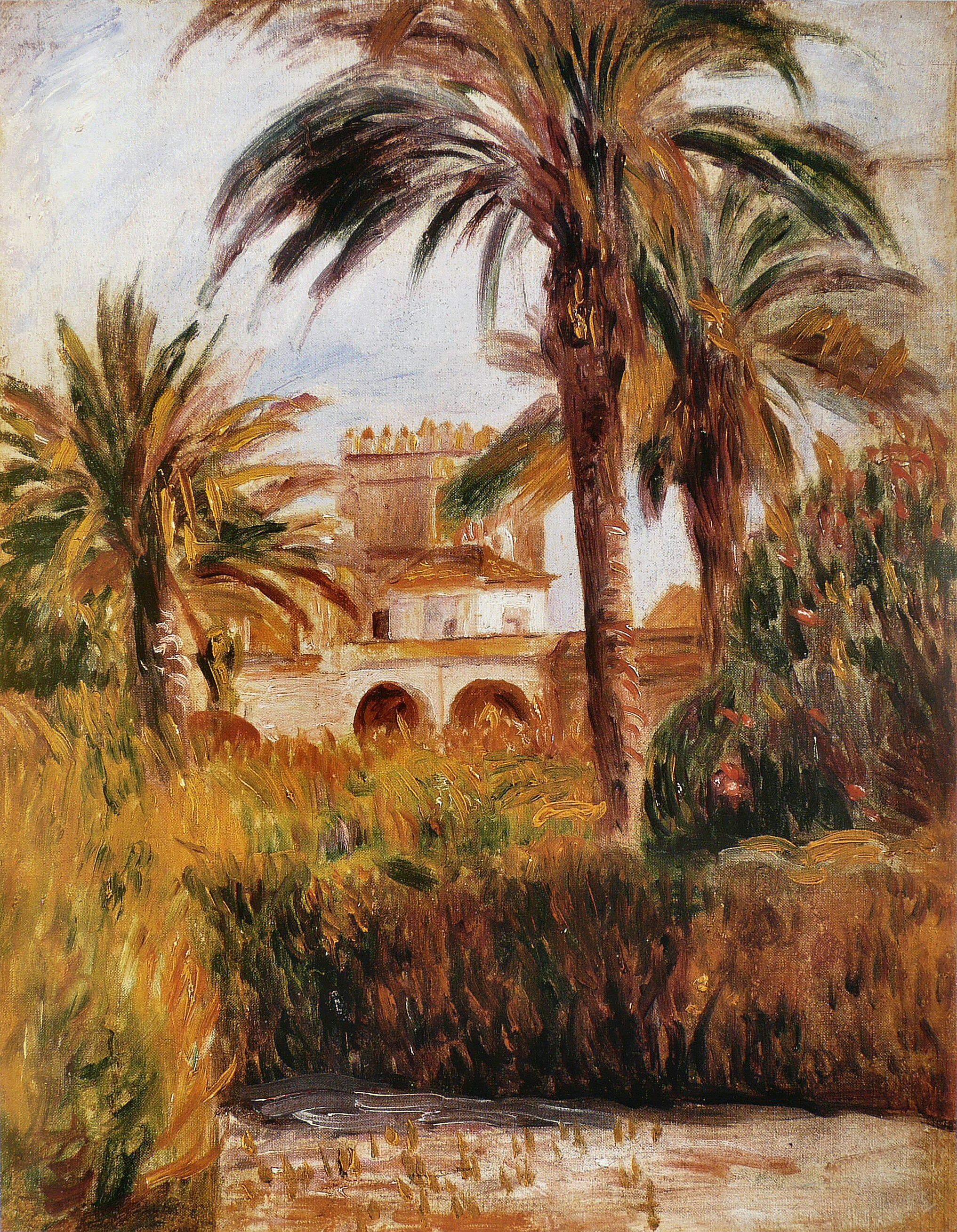
Auguste Renoir, Le Jardin d'essai à Alger (1882).
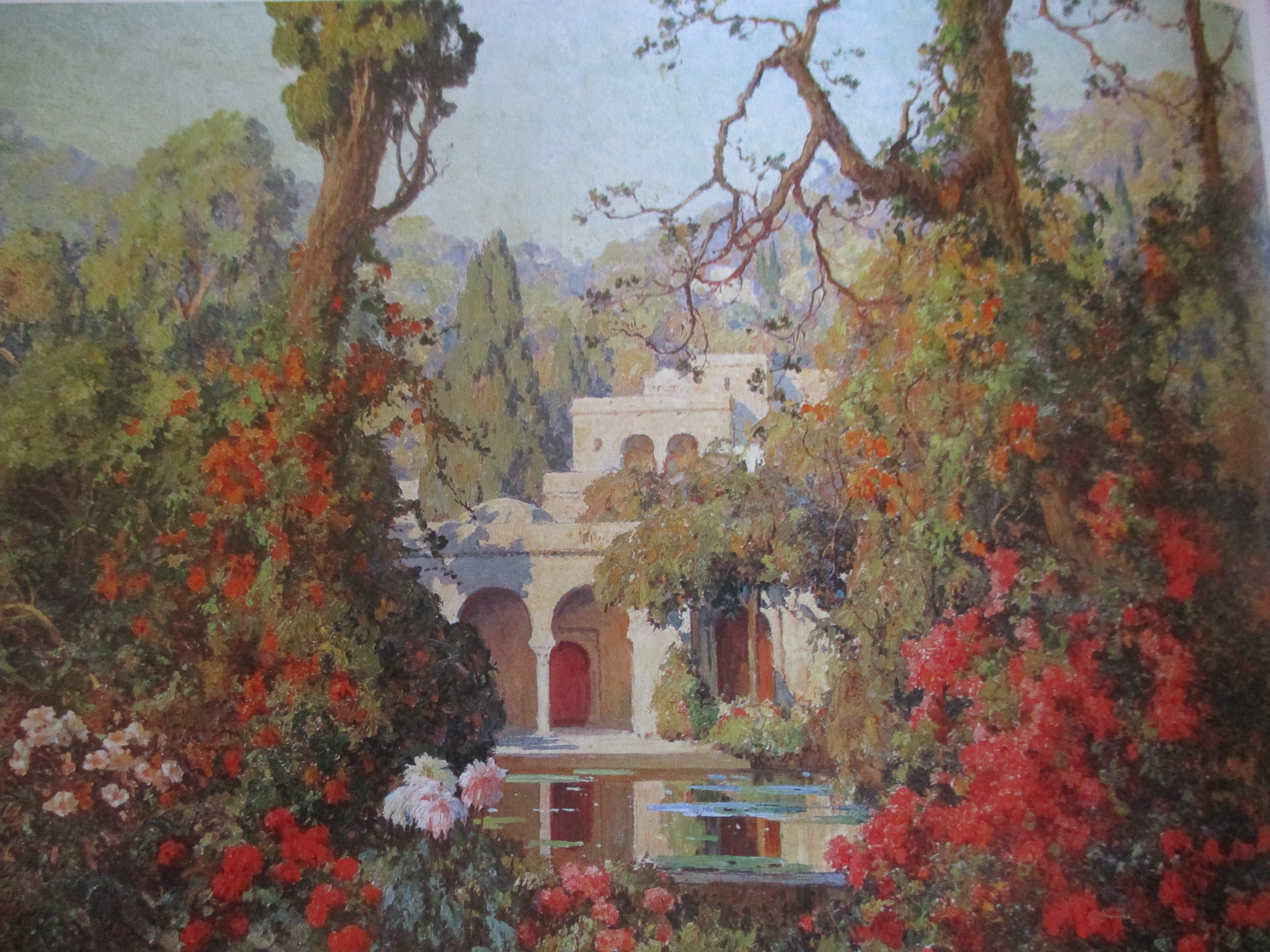
Eugène Deshayes, Le Jardin d'Alger.

### Littérature
Karl Marx, André Gide, Albert Camus, Jacques Derrida ont évoqué le jardin d'essai dans leurs écrits.

### Cinéma et télévision
Le jardin a servi de décor au film Tarzan, l'homme singe tourné en 1932, l'imposant dragonnier où Tarzan pousse son célèbre cri avant de sauver Jane existe toujours dans le jardin,.

## Galerie

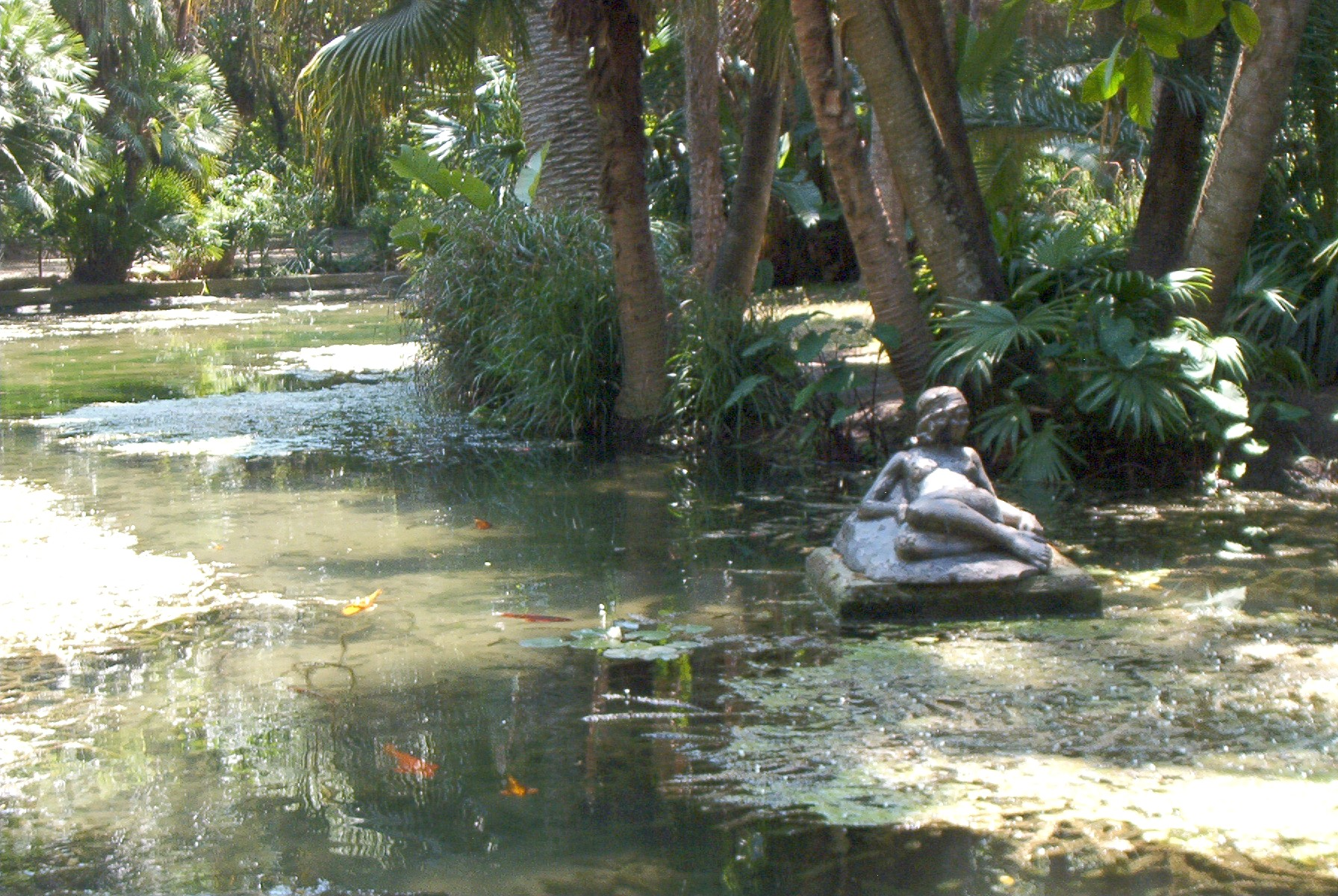
Plan d'eau du jardin anglais, La Baigneuse.
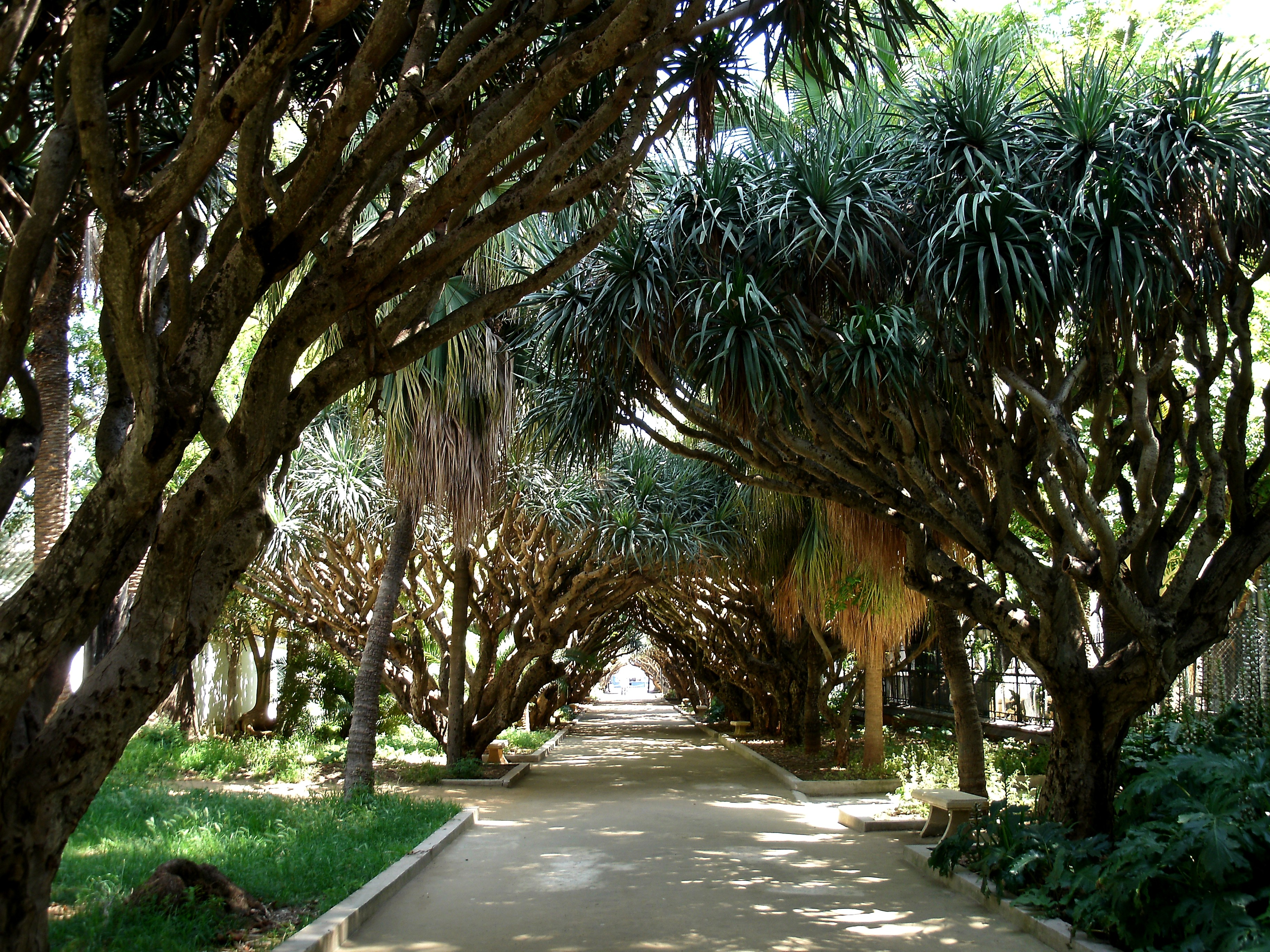
Allée des dragonniers.
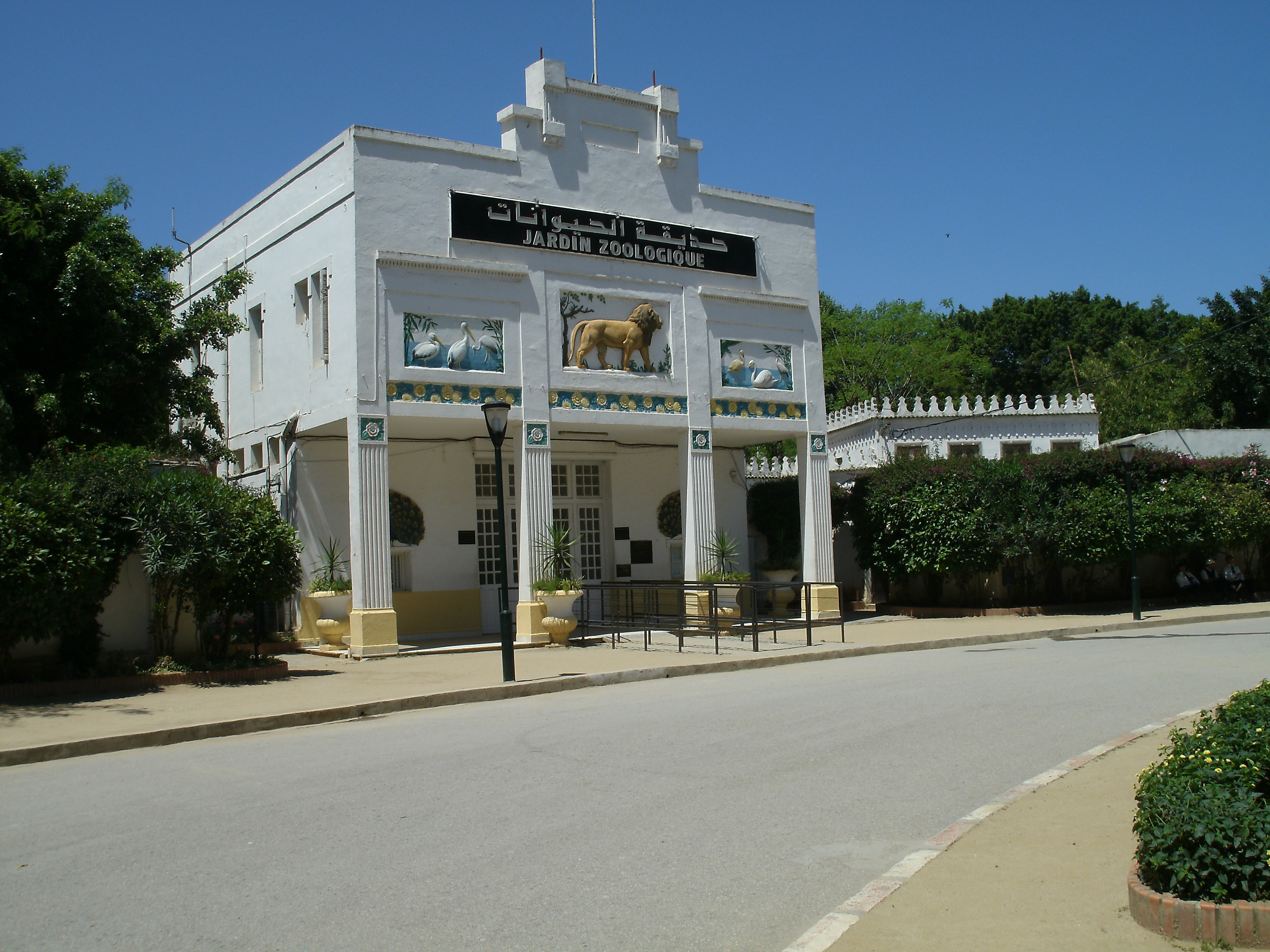
Entrée du zoo.
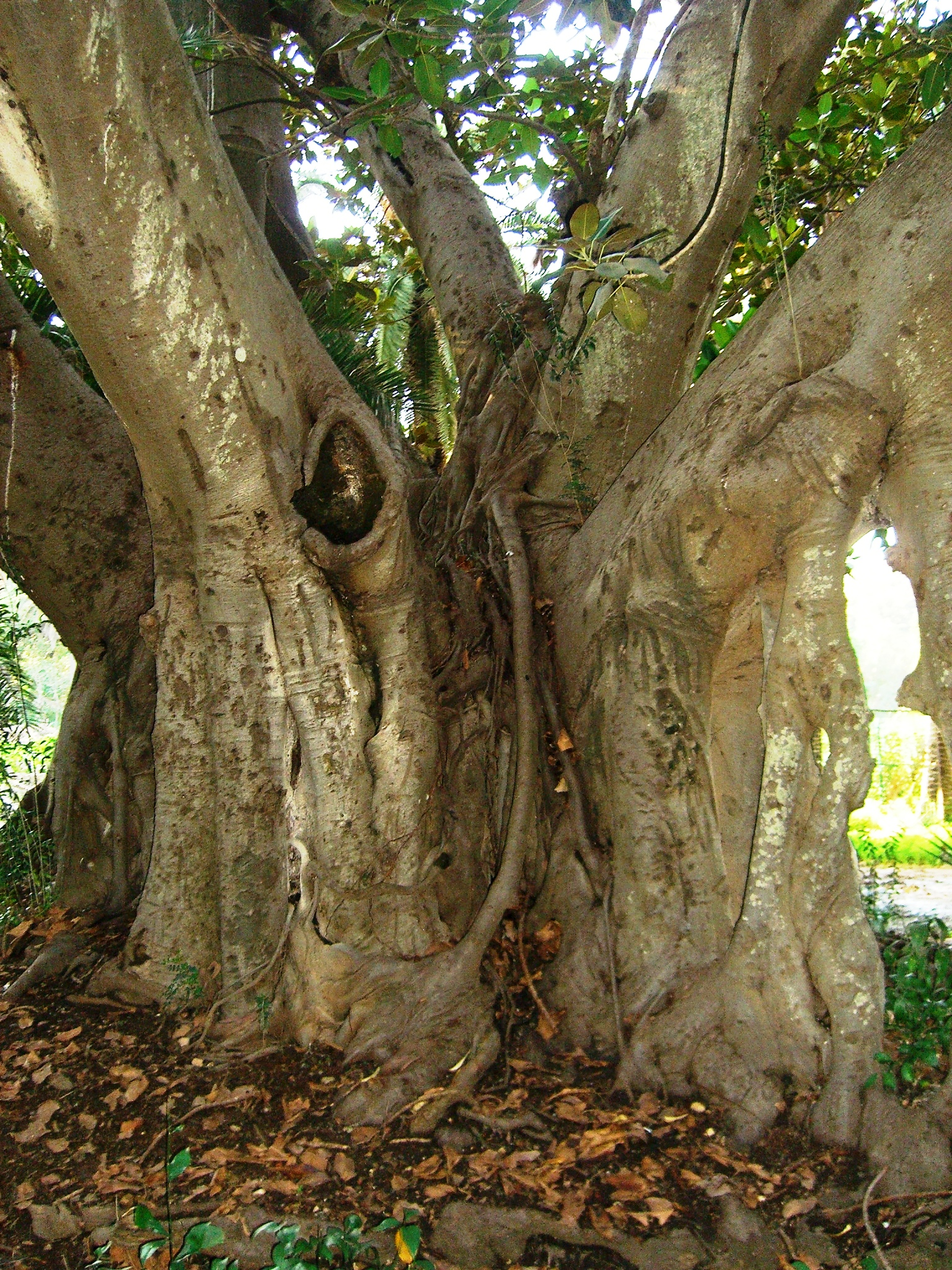
Figuier de la baie de Moreton.
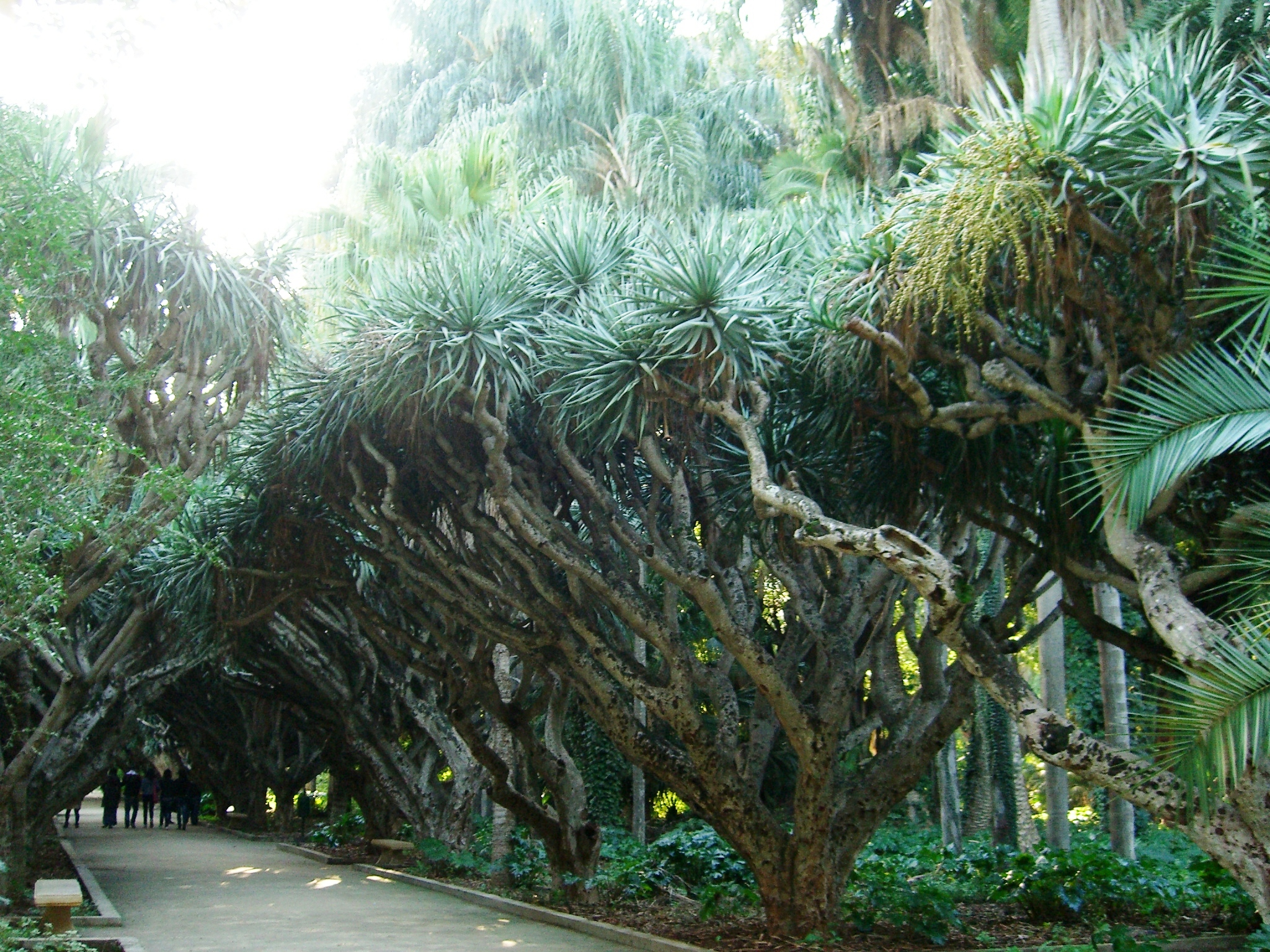
Allée des dracoenas.
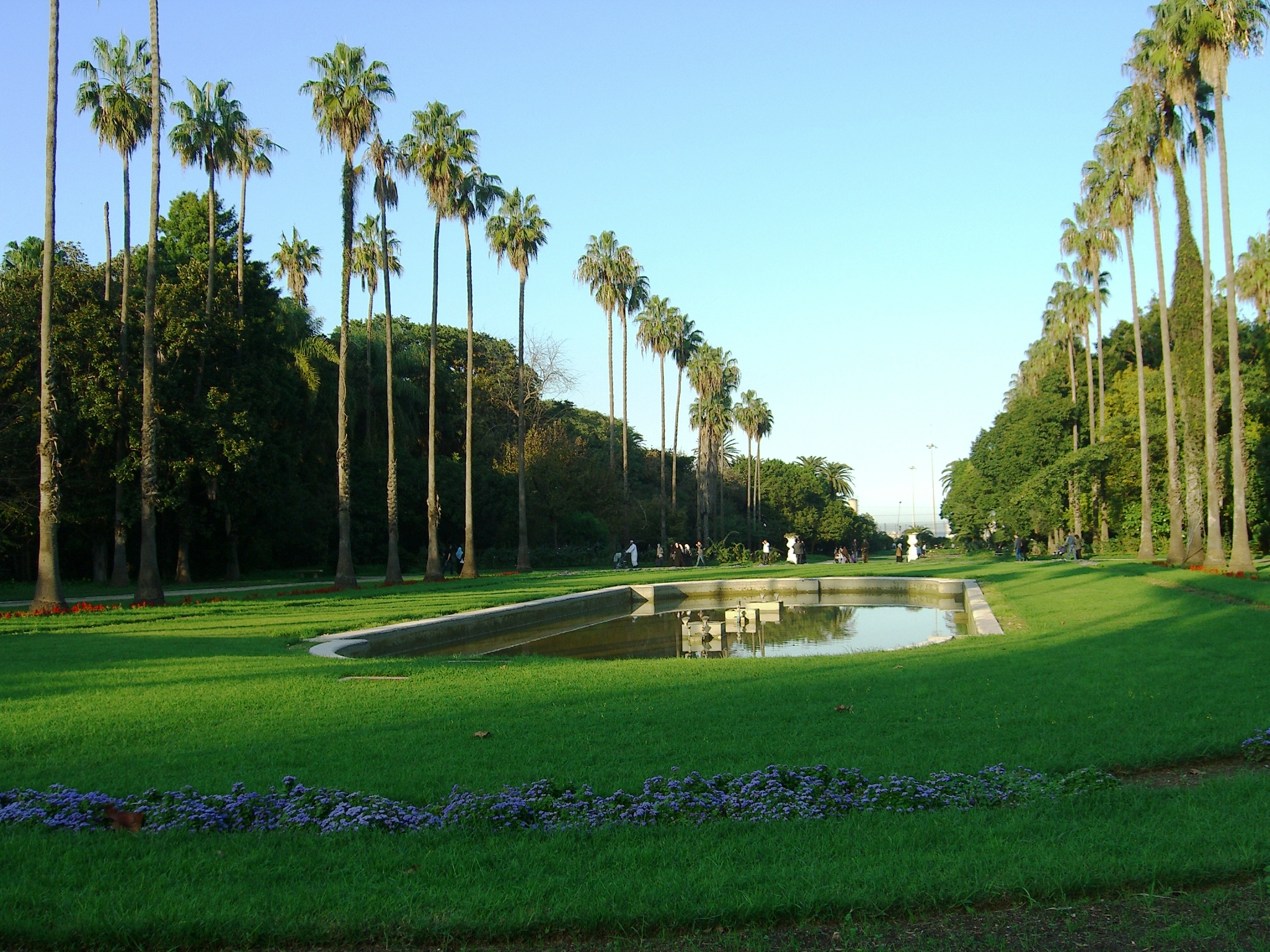
Le jardin français.
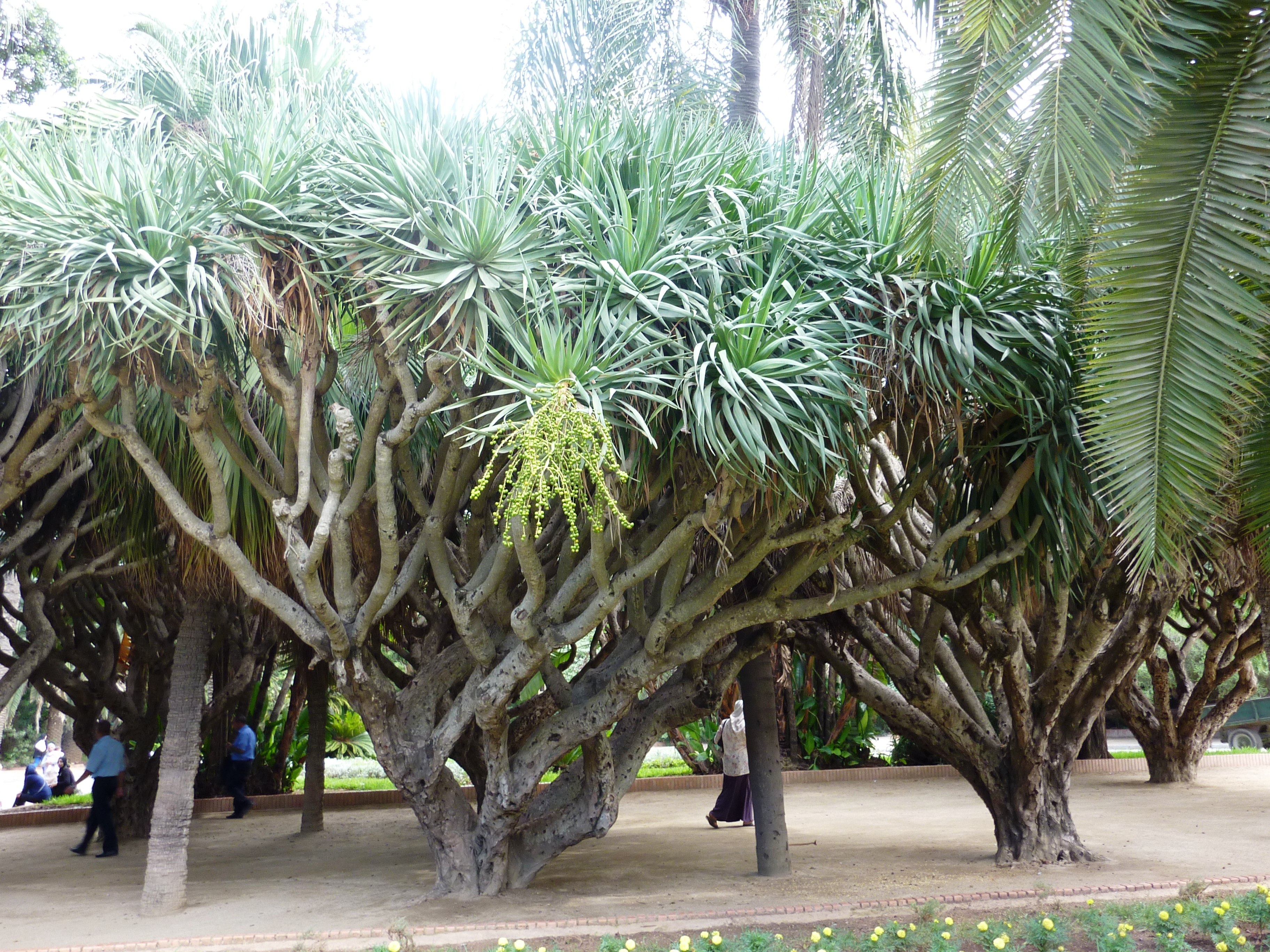
Les dragonniers.